# David Boreanaz
David Patrick Boreanaz (ur. 16 maja 1969 w Buffalo) – amerykański aktor, producent i reżyser telewizyjny i filmowy pochodzenia słowacko-włoskiego.

## Życiorys

### Młodość
Urodził się w Buffalo w stanie Nowy Jork jako syn i najmłodsze dziecko Davida Thomasa Boreanaza, zapowiadacza pogody w lokalnej telewizji WPVI w Filadelfii i gospodarza lokalnego programu dla dzieci Rocket Ship 7, oraz Patti Boreanaz. Wychowywał się w Filadelfii z dwiema starszymi siostrami – Beth i Bo. Zainspirowany rolą Yula Brynnera jako despotycznego króla Syjamu w musicalu Król i ja (The King and I, 1956), w wieku siedmiu lat zdecydował o wyborze zawodu aktora. Uczęszczał do szkoły średniej dla chłopców Malvern Preparatory School w Malvern w stanie Pensylwania. W 1991 roku ukończył studia na wydziale komunikacji Ithaca College w Ithace w stanie Nowy Jork.
Następnie przeniósł się do Los Angeles z mocnym postanowieniem rozpoczęcia kariery aktorskiej. Dorabiał jako malarz domów, parkingowy samochodów, nosił ręczniki w klubie sportowym.

### Kariera
Wreszcie podczas spaceru z psem w Hollywood znalazł menedżera i pojawił się w jednym z odcinków sitcomu FOX Świat według Bundych (Married... with Children, 1993) jako Frank, rowerzysta, chłopak Kelly Bundy (Christina Applegate), oraz dwóch produkcjach kinowych – dramacie sensacyjnym Szaleństwo w Aspen (Aspen Extreme, 1993) z Catherine Parks i dramacie sensacyjno-kryminalnym Najlepsi z najlepszych 2 (Best of the Best 2, 1993) u boku Erika Robertsa, Chrisa Penna, Meg Foster i Ralfa Moellera oraz komedii grozy Macabre Pair of Shorts (1996) jako ofiara wampira.
Wielkim powodzeniem wśród telewidzów cieszyła się rola Angela, wampira z duszą w serialu 20th Century Fox Buffy: Postrach wampirów (Buffy the Vampire Slayer, 1997–2003) i spin offie Warner Bros. Anioł ciemności (Angel, 1999–2004), za którą otrzymał trzykrotnie nagrodę Saturna (2000, 2003–2004). Wyreżyserował także jeden odcinek tej serii. Postać Angela w serialu Buffy: Postrach wampirów przewidziana była jedynie na trzynaście odcinków, bohater ten jednak zyskał tak wielką sympatię telewidzów, iż wszedł na stałe do serialu – w skład ekipy. Początkowo Angela w serialu Buffy: Postrach wampirów miał grać James Marsters (Spike z Buffy: Postrach wampirów), lecz producenci uznali, iż lepiej będzie powierzyć ją młodszemu aktorowi, który zyska przychylność żeńskiej części widowni.
Na kinowym ekranie można go było zobaczyć w slasherze Walentynki (Valentine, 2001) z Denise Richards i Katherine Heigl, komedii romantycznej Randka z Lucy (I’m With Lucy, 2002) u boku Moniki Potter, Gaela Garcii Bernala i Anthony’ego LaPaglii, niezależnej produkcji To nie takie łatwe (The Hard Easy, 2005) z Garym Buseyem i Peterem Wellerem, filmie sensacyjno-przygodowym Kruk IV (The Crow 4: Wicked Prayer, 2005) u boku Edwarda Furlonga i Macy Gray, komedii Upojne wakacje (These Girls, 2005) i komedii romantycznej Pan złota rączka (Mr. Fix It, 2006).
W 2003 roku wystąpił w teledysku Dido do singla „White Flag”. Wziął udział także w reklamie piwa Foster’s oraz sieci handlowej JCPenney. Zagrał również w sztukach teatralnych m.in. Kapelusz pełen deszczu (Hatfull of Rain) Gazzo Michaela Vincente’a na scenie teatru Ensemble, Włosko-amerykańskie pojednanie (Italian-American Reconciliation) w Gardner Stage i Szalony z miłości (Fool for Love) Sama Sheparda. Zagrał potem główną rolę agenta specjalnego FBI Seeleya Bootha w serialu FOX Kości (Bones, 2005-2017) z Emily Deschanel.

## Życie prywatne
Po nieudanym związku małżeńskim z Ingrid Quinn (od czerwca 1997 do 15 października 1999), spotykał się z Sarah Michelle Gellar (1999). 24 listopada 2001 roku ożenił się po raz drugi z modelką i aktorką Jaime Bergman (ur. 23 września 1975), która pojawiła się w styczniu 1999 na rozkładówce miesięcznika dla panów Playboy. Mają syna Jadena Rayne’a (ur. 1 maja 2002) i córkę Bardot (ur. 31 sierpnia 2009). W lipcu 2010 r. statystka z serialu Kości Kristina Hagan oskarżyła aktora o molestowanie seksualne, sprawa toczyła się w sądzie w Las Vegas. Pozew został oddalony po rozstrzygnięciu poza sądem w 2011 r.

## Filmografia

### Filmy fabularne
- 1993: Najlepsi z najlepszych 2 (Best of the Best II)
- 1993: Szaleństwo w Aspen (Aspen Extreme)
- 1996: Macabre Pair of Shorts jako ofiara wampira
- 2001: Walentynki (Valentine) jako Adam Carr
- 2002: Randka z Lucy (I’m with Lucy) jako Luke
- 2002: Kingdom Hearts jako Leon (głos)
- 2005: Upojne wakacje (These Girls) jako Keith Clark
- 2005: Kruk IV (The Crow: Wicked Prayer) jako Luc Crash/Death
- 2005: To nie takie łatwe (The Hard Easy) jako Roger Hagarity
- 2006: Pan złota rączka Mr. Fix It) jako Lance Valenteen
- 2007; Suffering Man’s Charity jako Sebastian
- 2008: Liga Sprawiedliwych: Nowa granica (Justice League: The New Frontier) jako Hal Jordan/Green Lantern (głos)
- 2009: The Mighty Macs jako Ed T. Rush
- 2013: Martwy policjant (Officer Down) jako detektyw Les Scanlon

### Seriale TV
- 1993: Świat według Bundych (Married... with Children) jako Frank
- 1997–2003: Buffy: Postrach wampirów (Buffy the Vampire Slayer) jako Angel/Angelus
- 1999–2004: Anioł Ciemności (Angel) jako Angel/Angelus
- 2005–2017: Kości (Bones) jako agent specjalny Seeley Booth
- 2010: Family Guy w roli samego siebie
- 2012: Amerykański tata (American Dad!) jako Seeley Booth (głos)
- 2015: Jeździec bez głowy (Sleepy Hollow) jako Seeley Booth
- 2018: Seal Team jako starszy chorąży marynarki Jason Hayes